# Irene Rich
Irene Rich ur jako Irene Frances Luther (ur. 13 października 1891, zm. 22 kwietnia 1988) – amerykańska aktorka filmowa i radiowa.

## Filmografia
- 1918: A Law Unto Herself(inne języki) jako Stephanie
- 1921: A Voice in the Dark(inne języki) jako Blanche Walton
- 1924: Kobieta, która zgrzeszyła jako Louise Maurel
- 1927: Nie mów żonie jako Mrs. Cartier
- 1932: Down to Earth jako Idy Peters
- 1948: Masakra Fortu Apache jako pani Mary O’Rourke

## Wyróżnienia
Posiada dwie gwiazdy na Hollywoodzkiej Alei Gwiazd.